# Jeffrey Cohen
Pour les articles homonymes, voir Cohen.
Jeffrey Cohen, né le 26 septembre 1957 à Newark, au New Jersey, est un écrivain américain, auteur de plusieurs romans policiers humoristiques. Il a également écrit des romans policiers fantastiques sous le pseudonyme de E. J. Copperman.

## Biographie
Né à Newark, il grandit dans la petite ville d'Irvington, au New Jersey. Il fait ses études supérieures au Rutgers College. Peu après l'obtention de son diplôme, il devient journaliste pigiste et collabore avec diverses publications, notamment The New York Times et USA Weekend.
Au début du XXIe siècle, il cherche à se tourner vers la scénarisation, mais devant le manque d'intérêt des producteurs et des réalisateurs pour un de ses scénarios, il le transforme en roman et publie For Whom the Minivan Rolls (2002), le premier d'une série de trois romans policiers humoristiques ayant pour héros Aaron Tucker. En 2013, le troisième et dernier volet de cette trilogie est traduit en France sous le titre Un témoin qui a du chien (As Dog Is My Witness, 2005) et remporte le Masque de l'année. Aaron Tucker fait une dernière apparition en 2011 dans une nouvelle intitulée The Gun Also Rises, publiée par le Alfred Hitchcock's Mystery Magazine, et qui remporte un Barry Award l'année suivante.
De 2007 à 2009, il fait paraître à une seconde trilogie humoristique qui met cette fois en scène Elliot Freed, le propriétaire d'une salle de cinéma du New Jersey où s'accumule les cadavres, ce qui le contraint à se muer en détective amateur. Comme dans la série Tucker, les titres originaux de la série Freed déforment avec humour des titres d'œuvres, ici de films célèbres : Certains l'aiment chaud (en anglais : Some Like It Hot de Billy Wilder devient Some Like It Hot-Buttered, ou encore New York-Miami (en anglais : It Happened One Night) devient It Happened One Knife.
Auteur prolifique, Jeffrey Cohen adopte en 2010 le pseudonyme de E. J. Copperman pour une série à la fois policière et fantastique, intitulée The Haunted Guesthouse Mystery, qui raconte les intrigues mystérieuses qui se multiplient dans une vieille maison hantée victorienne, sise sur le littoral atlantique du New Jersey, et devenu une pension pour vacanciers.

## Œuvre

### Romans

#### SérieAaron Tucker
- For Whom the Minivan Rolls (2002)
- A Farewell to Legs (2003)
- As Dog Is My Witness (2005) Publié en français sous le titre Un témoin qui a du chien, traduction de Claire Breton, Paris, Éditions du Masque, coll. « Masque poche » no 13, 2013 (ISBN 978-2-7024-3917-3)

#### SérieElliot Freed
- Some Like It Hot-Buttered (2007)
- It Happened One Knife (2008)
- A Night at the Operation (2009)

### Romans signés E. J. Copperman

#### SérieThe Haunted Guesthouse Mystery
- Night of the Living Deed (2010)
- An Uninvited Ghost (2011)
- Old Haunts (2012)
- Chance of a Ghost (2013)
- The Thrill of the Haunt (2013)
- Inspector Specter (2014)
- Ghost in the Wind (2015)
- Spouse on Haunted Hill (2016)
- The Hostess with the Ghostess (2018)
- Bones Behind the Wheel (2019)

#### SérieAsperberger’s Mystery
- The Question of the Missing Death (2014)
- The Question of the Unfamiliar Husband (2015)
- The Question of the Felonious Friend (2016)
- The Question of the Absentee Father (2017)
- The Question of the Dead Mistress (2018)

#### SérieAgent to the Paws
- Dog Dish of Doom (2017)
- Bird, Bath, and Beyond (2018)

#### SérieSandy Moss
- Inheirit the Shoes (2021)
- Judgment at Santa Monica (2021)
- Witness for the Persecution (2022)

### Nouvelles

#### SérieAaron Tuckersigné Jeffrey Cohen
- The Gun Also Rises (2011)

#### SérieThe Haunted Guesthouse Mysterysignée E. J. Copperman
- A Wild Ghost Chase (2012)
- An Open Spook (2013)

### Autres publications
- The Asperger Parent: How to Raise a Child with Asperger Syndrome And Maintain Your Sense of Humor (2002)
- Guns A' Blazing: How Parents of Children On the Autism Spectrum And Schools Can Work Together--without a Shot Being Fired (2006)

## Prix et nominations

### Prix
- Prix Barry 2012 pour la nouvelle The Gun Also Rises[3]
- Masque de l'année 2013 pour Un témoin qui a du chien

### Nominations
- Prix Lefty 2008 du meilleur roman pour Some Like It Hot-Buttered[4]
- Prix Lefty 2009 du meilleur roman pour It Happened One Knife[4]